# Pink Skies
Pink Skies è una canzone del cantante americano Zach Bryan. È stata pubblicata il 24 maggio 2024, come singolo principale del suo quinto album in studio The Great American Bar Scene. 

## Contenuto
Zach Bryan ha annunciato l'uscita di Pink Skies il 24 maggio 2024. Lo ha annunciato via Twitter come singolo principale di un album di prossima uscita intitolato The Great American Bar Scene. 
Casey Young di Whiskey Riff ha scritto che la canzone "tocca i sentimenti di dolore e perdita che derivano dalla mancanza di una persona che ami, e molti sui social media hanno rapidamente preso la canzone e hanno espresso che Zach è stato in grado di catturare perfettamente ciò che potrebbero non essere stati in grado di dire a parole".  Secondo Bryan, la canzone non è stata ispirata da nessun singolo momento della sua vita, ma piuttosto dal suo interesse per le dinamiche familiari. Liricamente, si tratta di una riunione di famiglia per tenere un funerale per uno dei loro membri. 
Bryan ha eseguito la canzone dal vivo per la prima volta all'Oakland Coliseum il 1 giugno 2024. 

## Prestazioni commerciali
Al momento dell'uscita, Pink Skies è entrato al numero sei della Billboard Hot 100. Bryan inizialmente ha espresso frustrazione per il fatto che l'etichetta avesse apparentemente servito la canzone alla radio pop a sua insaputa, ma Whiskey Riff in seguito ha riferito che l'etichetta non lo aveva effettivamente fatto. 

## Grafici

### Grafici settimanali
| Grafico (2024–2025)             | Migliori posizioni |
| ------------------------------- | ------------------ |
| Australia (ARIA)                | 12                 |
| New Zealand (Recorded Music NZ) | 18                 |
| Sweden (Sverigetopplistan)      | 63                 |

### Grafici di fine anno
| Grafico (2024)                              | Posizione |
| ------------------------------------------- | --------- |
| Australia (ARIA)                            | 42        |
| Canada (Canadian Hot 100)                   | 24        |
| Global 200 (Billboard)                      | 125       |
| US Billboard Hot 100                        | 30        |
| US Hot Country Songs (Billboard)            | 9         |
| US Hot Rock & Alternative Songs (Billboard) | 5         |